# Richey
Richey è una città degli Stati Uniti d'America situata nel Montana, nella Contea di Dawson.